# ميشال مارتيلي
ميشال مارتيلي قالب:Lang-ht (و. 1961 – م) هو سياسي، وموسيقي، ومغن من هايتي ولد في بورت أو برنس.